# Szikszó
Szikszó (németül: Sicksau, szlovákul: Siksava) város Borsod-Abaúj-Zemplén vármegyében. A Szikszói járás központja.

## Fekvése
A Hernád völgyében fekszik, a folyó jobb parti oldalán, a vármegyeszékhely Miskolctól 17 kilométerre északkeletre.
A közvetlenül határos települések: észak felől Aszaló, kelet és délkelet felől Alsódobsza és Sóstófalva [utóbbi kettő a Hernád túlpartján fekszik, közúti kapcsolatban nem állnak a várossal], dél felől Onga, délnyugat felől Arnót és Sajópálfala, nyugat felől Sajóvámos, északnyugat felől pedig Alsóvadász.

### Megközelítése
Legfontosabb közúti megközelítési útvonala a 3-as főút, mely a központján is végighúzódik. Az ország távolabbi részei felől fontos elérési útja az M30-as autópálya is, amely a belterületeit ugyan nyugatról elkerüli, de a déli határában csomóponttal rendelkezik. Alsóvadásszal és az attól északabbra eső környező településekkel a 2622-es út köti össze.
A hazai vasútvonalak közül a Felsőzsolca–Hidasnémeti-vasútvonal érinti, melynek két megállási pontja van Szikszó határai között. Szikszó-Vásártér megállóhely a belterület délkeleti szélén helyezkedik el, nem messze a 2622-es út elágazásától, Szikszó vasútállomás pedig a központtól északkeletre, közúti elérését a 37 302-es számú mellékút teszi lehetővé.

## Története

### Középkor
A környéken már a honfoglalás idején megtelepedtek a magyarok. Első írásos említése 1280-ra tehető, ekkor ugyanis IV. László itt keltez három oklevelet, a következőkkel zárva sorait: Datum in Zekzou, feria tertia proxima post dominicam judika MCCLXXX. Újabban egyes történészek arra a következtetésre jutottak, hogy a fenti dokumentumban megjelölt hely nem a mai Szikszó helyén álló településre vonatkozik, így ők az első írásos említést 1307-re teszik, amikor is Károly Róbert adott ki oklevelet „in Zykzo”. 1320-ban 96 garas pápai tizedet adózott, mintegy 10%-kal kevesebbet, mint Gönc Ennek alapján mezőváros lehetett. Ebben az időben még az Aba család birtoka volt; az ő kihalásukkal került 1391-ben Zsigmond király, majd felesége, Mária királynő birtokába. Ekkor már királyi városként említették. Ebben az időben virágzásnak indult; ekkor épült a kisebb módosításokkal, de ma is álló gótikus temploma. A fejlődéshez kedvező földrajzi helyzete is hozzájárult: errefelé vezetett az út Kassa és Krakkó felé. Bortermelése már ebben a korban is jelentős volt.
A 16. században a város uraival, a Perényiekkel együtt áttért a református vallásra. Ekkor került gótikus temploma a reformátusokhoz.

### Török kor
1558. október 13-án Velicán füleki bég bandája kirabolta, és felégette a várost. A zsákmánnyal visszavonuló törököket másnap Sajókazánál utolérte és felkoncolta a Bebek György és Telekessy Imre vezette magyar végvári csapat.
1564-től adót fizetett a töröknek; ennek ellenére 1566-ban, 1567-ben és 1573-ban is fosztogatták török csapatok. 1577. november 10-én Ferhát füleki bég támadta meg a vasárnap délelőtti prédikáció közben. A templom kerítésén is bejutottak, de magát a templomot nem tudták elfoglalni. Másnap este a hazatérő portyázókat a Sajó gázlójánál (Sajószentpéternél (más forrás szerint Vadnánál) érték utol Rákóczi Zsigmond erdélyi fejedelem (akkor szendrői várkapitány) katonái. Kisvártatva megérkezett Kassáról Geszti Ferenc és Prépostváry Bálint csapata, és együtt legyőzték a számbeli fölényben lévő törököket.
A kóborló török martalócok elleni védekezésül 1586-tól sövénnyel és árokkal erősítették meg a várost, erődített kastéllyá építették ki a templomot. 1588-ban 11 000 fős török had támadta meg Szikszót. Rákóczi Zsigmond immáron egri várkapitány vezetésével a várost sikerült megvédenie a 2000 lovasból és 400-500 gyalogosból álló magyar seregnek. A harmadik szikszói csatában 2000 török mellett több száz magyar és német katona esett el. A helybéliek mindmáig ismerik a tömegsírok helyét.

### Újkor
1679-ben Thököly Imre erdélyi fejedelem serege győzte le itt a labancokat. Budapesten, a Hősök terén, Thököly alakja alatt dombormű örökíti meg a csatát.
Mivel a polgárok 1703-ban Rákóczihoz csatlakoztak a Rákóczi-szabadságharc elején, Jean Rabutin császári generális 1706-ban teljesen felégette a várost. Ekkor tűnt el végleg az a büntető kard, amellyel addig a halálos ítéleteket hajtották végre.
1848-ban Mészáros Lázár csapatai arattak itt győzelmet az osztrák csapatok felett.
1852-ben egy lakástűz következtében az egész város leégett. Sikerült újjáépíteni, de az anyagi terheket viselni nem bíró polgárok hamarosan kérvényezték, hogy településüket minősítsék vissza nagyközséggé.

### 20. század
Trianon után, 1920 és 1938 között, amikor Kassa Csehszlovákiához tartozott, Szikszó volt Abaúj-Torna vármegye székhelye. A csonka vármegye nem rendelkezett kórházzal, ekkor döntöttek a szikszói kórház felépítéséről. Ezt a rangját 1938 és 1945 között, amikor Kassa újra Magyarország része volt, elveszítette, majd 1945 és 1950 között ismét a már Abaúj nevű megye székhelye lett.

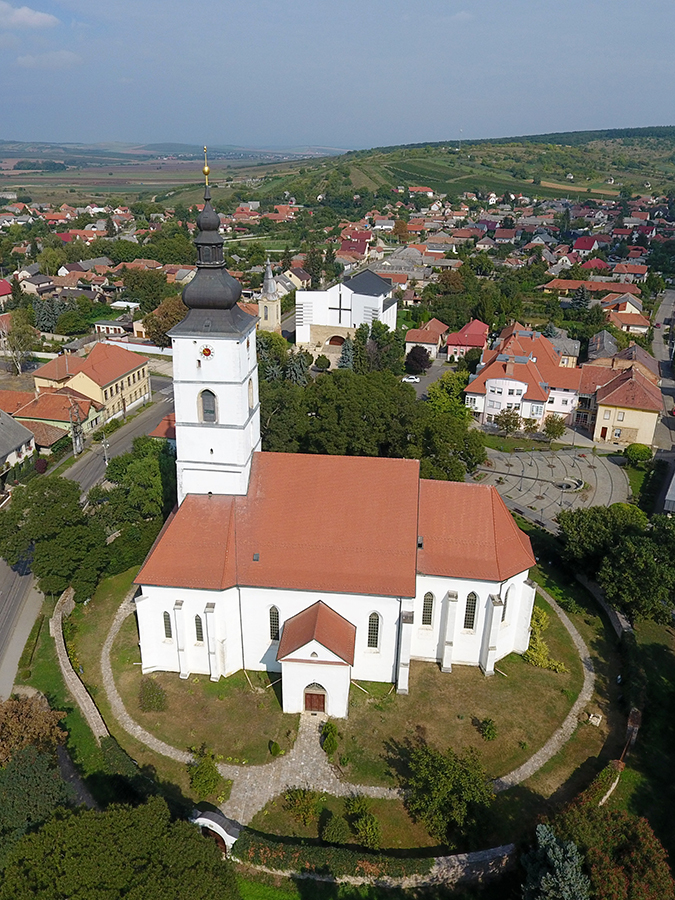
Szikszó, református templom (légi fotó)

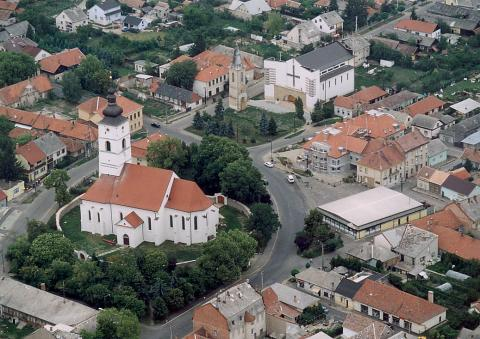
Pázmány Péter tér

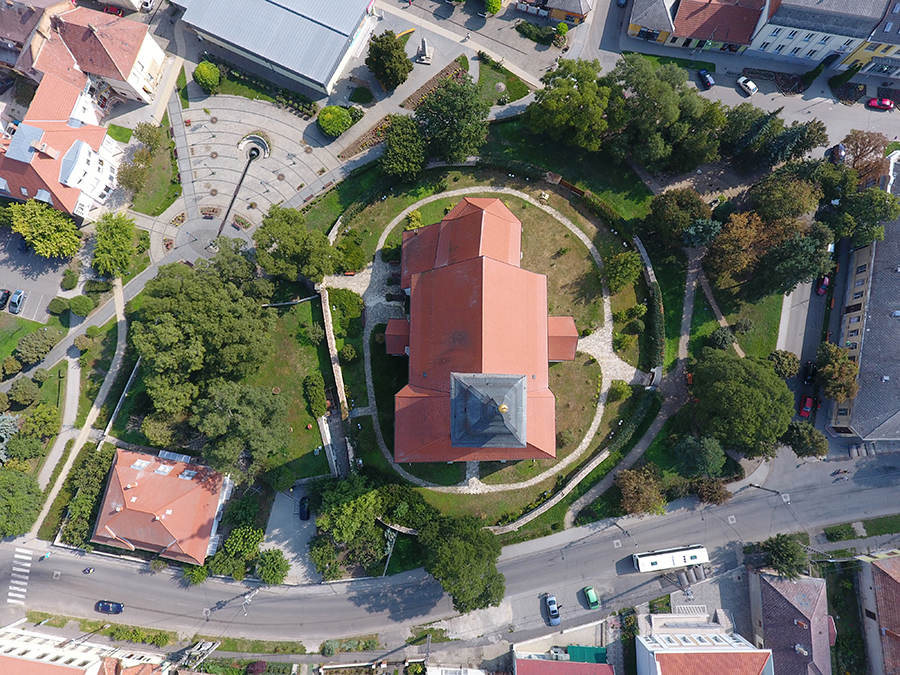
A református templom madártávlatból

1962. július 1-jéig járási székhely volt. 1989-ben városi címet kapott.
| Főbb közigazgatás-történeti adatok 1900 óta | Főbb közigazgatás-történeti adatok 1900 óta       |
| ------------------------------------------- | ------------------------------------------------- |
| Rangja                                      |                                                   |
| 1950-ig                                     | nagyközség                                        |
| 1950–1970                                   | önálló tanácsú község                             |
| 1970–1989                                   | önálló tanácsú nagyközség                         |
| 1989 óta                                    | város                                             |
| Területi beosztása                          |                                                   |
| 1945-ig                                     | Abaúj-Torna vármegye, Szikszói járás              |
| 1945–1950                                   | Abaúj vármegye, Szikszói járás                    |
| 1950–1962                                   | Borsod-Abaúj-Zemplén megye, Szikszói járás        |
| 1962–1983                                   | Borsod-Abaúj-Zemplén megye, Encsi járás           |
| 1984–1989                                   | Borsod-Abaúj-Zemplén megye, Miskolci városkörnyék |
| 1989 óta                                    | Borsod-Abaúj-Zemplén megye                        |
| 1994 óta                                    | Borsod-Abaúj-Zemplén megye, Szikszói kistérség    |
| Megyeszékhely                               |                                                   |
| 1920–1938                                   | Abaúj-Torna vármegye                              |
| 1945–1950                                   | Abaúj vármegye                                    |
| Egyéb központi szerepköre                   |                                                   |
| 1962-ig                                     | Szikszói járás székhelye                          |
| 1994 óta                                    | Szikszói kistérség központja                      |

## Közélete

### Polgármesterei
- 1990–1994: Panyik József (független)[4]
- 1994–1998: Panyik József (KDNP-MDF-Városi Sport Club)[5]
- 1998–2002: Panyik József (Fidesz)[6]
- 2002–2006: Panyik József (Fidesz)[7]
- 2006–2010: Füzesséri József (MSZP-SZDSZ)[8]
- 2010–2014: Füzesséri József (független)[9]
- 2014–2019: Füzesséri József (független)[10]
- 2019–2024: Sváb Antal Béla (Szikszó Városért Egyesület)[11]
- 2024– : Sváb Antal (Szikszóért Egyesület)[1]

## Gazdaság
Itt működik a HELL Energy telephelye, ahol a Xixo üdítőitalokat gyártják.

## Népesség
A település népességének változása:
| Lakosok száma | 5582 | 5514 | 5258 | 5579 | 5513 | 5455 |
|               | 2013 | 2014 | 2021 | 2022 | 2023 | 2024 |

Szikszó lakossága 1949-ben még csak 5589 főt tett ki, amely 1980. évre 6422 főre emelkedett. 1990-ben a település lakosságszáma 6106 fő volt, amely 2001-re 6007 főre, majd 2011-re 5631 főre csökkent. 
2001-ben a település lakosságának 97%-a magyar, 3%-a cigány nemzetiségűnek vallotta magát.
A 2011-es népszámlálás során a lakosok 90,6%-a magyarnak, 6,1% cigánynak, 0,2% lengyelnek, 0,6% németnek, 1,2% ruszinnak mondta magát (9,3% nem nyilatkozott; a kettős identitások miatt a végösszeg nagyobb lehet 100%-nál). A vallási megoszlás a következő volt: római katolikus 39,9%, református 25%, görögkatolikus 10,7%, evangélikus 0,2%, felekezeten kívüli 4,3% (19% nem nyilatkozott).
2022-ben a lakosság 88,6%-a vallotta magát magyarnak, 3% cigánynak, 1,8% ruszinnak, 0,3% németnek, 0,1-0,1% örménynek, románnak, ukránnak, szlováknak és szlovénnek, 1,8% egyéb, nem hazai nemzetiségűnek (11,6% nem nyilatkozott; a kettős identitások miatt a végösszeg nagyobb lehet 100%-nál). Vallásuk szerint 32% volt római katolikus, 20,7% református, 10,3% görög katolikus, 0,7% egyéb keresztény, 0,1% evangélikus, 0,1% ortodox, 4,8% felekezeten kívüli (31% nem válaszolt).

## Látnivalók
- Gótikus református templom
- Bethánia kastély
- Borpincék
- Kert Múzeum
- Csáky–Hunyady-kastély
- Szikszó Bringakert
- Szikszó Városi Uszoda

## Ismert személyek

### Itt születtek
- Bagi Zsolt (1975) filozófiatörténész, irodalmár, esztéta, a Pécsi Tudományegyetem Bölcsészettudományi Kara Filozófia és Művészetelméleti Intézetének adjunktusa
- Balogh Attila (1956) költő, író, újságíró
- Bényi Ildikó (1970–2025) televíziós műsorvezető, bemondó
- Bódi Barbara (1982) színésznő
- Csáthi Dániel (1703–1757) református püspök
- Frisnyák Sándor (1934–2024) Apáczai Csere János-díjas geográfus, egyetemi tanár, a földrajztudományok kandidátusa
- G. Fodor Gábor (1975) Akadémiai Ifjúsági-díjas (2005) politológus, egyetemi docens, a Századvég Alapítvány stratégiai igazgatója
- Gömöri András Máté (1992) magyar színész, műsorvezető
- Homa János (1956) magyar politikus, országgyűlési képviselő (1998–2006, Fidesz)
- Keresztes Kata (1982) blogger, újságíró, műsorvezető
- Kletz László (1950) képzőművész, a Diósgyőri Képzőművész Stúdió '76 vezetője
- Kondás Elemér (1963) NB I-es labdarúgó, a Debrecen edzőjeként kétszeres bajnok
- Laczkó András (1943) író, irodalomtörténész, kritikus
- Ludányi András (Andrew Ludanyi) (1940) politológus, szociológus, történész, egyetemi tanár az adai Észak-Ohió-i Egyetemen
- Mezey István (1945–2012) grafikusművész, festőművész
- Polgár Csaba (1982) színész
- Pogány László (1954) olimpiai válogatott labdarúgó, bajnok a Ferencváros csapatával (1980–1981-es évad)
- Siderius János (1550—1608) lelkész, esperes
- Simon Sándor (1923—1989) kohómérnök, egyetemi tanár, a Magyar Tudományos Akadémia levelező tagja
- Szakács Gergő (1991) énekes, a Follow the Flow együttes tagja
- Tóth Zoltán (1966) zenész, dalszerző-szövegíró, gitáros, énekes, hangszerelő, hangmérnök, a Republic együttes alapító tagja
- Tőkéczki László (1951–2018) Széchenyi-díjas magyar történész, egyetemi tanár
- Váczy József (1896–1965) kisgazda politikus, országgyűlési képviselő
- Varga Rudolf (1950) író, rendező
- Vécsey Tamás (1839–1912) jogtudós, politikus, egyetemi tanár, a Magyar Tudományos Akadémia rendes tagja
- Zsuráfszky Zoltán (1956) Kossuth-díjas magyar táncművész, koreográfus

### Szikszóhoz kötődtek
- A város országgyűlési képviselője volt az 1939–1945-ös parlamenti ciklusban Vitéz Attila mérai földbirtokos.

### Díszpolgárok
- Farkas Géza (1874–1950) huszáralezredes, földbirtokos, a Tiszáninneni református egyházkerület főgondnoka, országgyűlési képviselő, felsőházi tag.[17]
- Németh Gábor történész (2012)
- Dobos Sándor középiskolai tanár (2012)
- Kaposi Zoltán környezetvédelmi aktivista (2012)
- Dr. Vigh Bertalan sebész főorvos (2012)[18]

## Testvérvárosok
- Stronie Śląskie, Lengyelország
- Waldems, Németország
- Szováta, Románia
- Dro, Olaszország

## Képgaléria

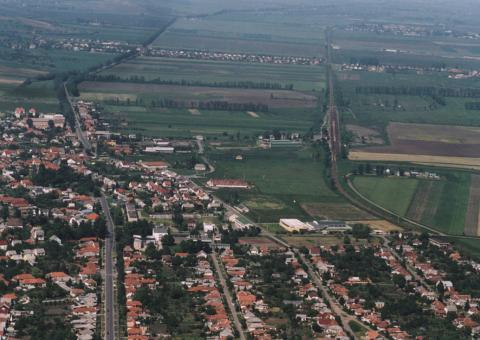
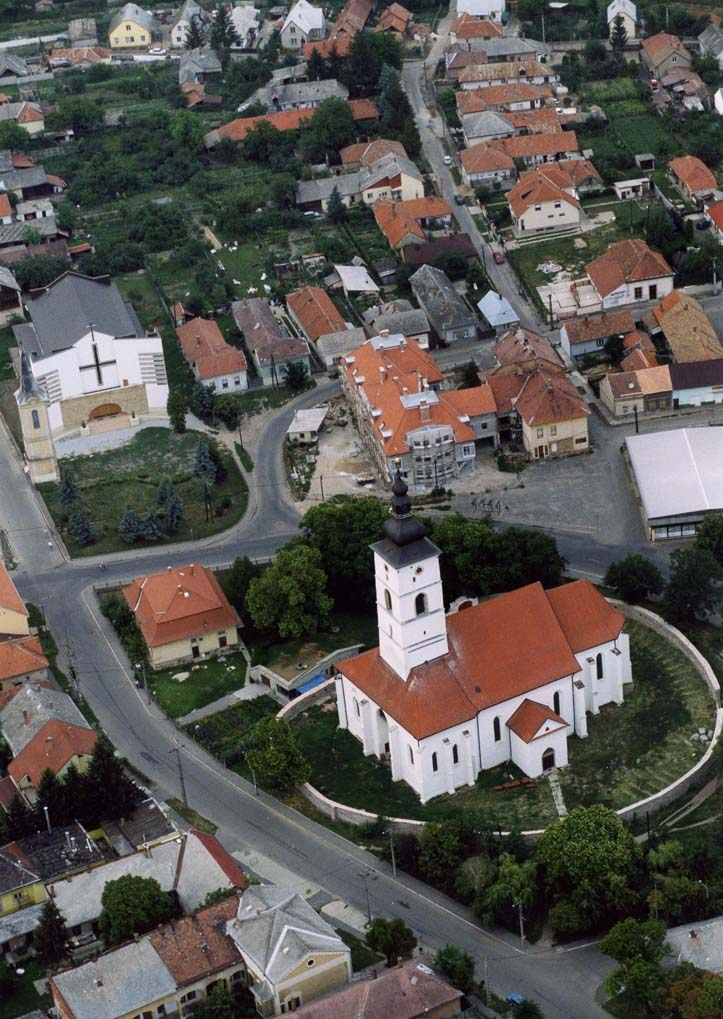